# Apanteles inops
Apanteles inops är en stekelart som beskrevs av Nixon 1965. Apanteles inops ingår i släktet Apanteles och familjen bracksteklar. Inga underarter finns listade i Catalogue of Life.